# Tuyên truyền viên trên mạng

Tuyên truyền viên trên mạng, tuyên truyền viên Internet hay dư luận viên là các cá nhân, nhóm người được chính phủ thuê, hướng dẫn và đào tạo để thực hiện tuyên truyền, tranh luận và hướng dẫn dư luận về mặt nội dung trên mạng Internet. Đội ngũ này khác với "công an mạng" là nhóm người thuộc lực lượng quốc phòng hay an ninh. Khác với Tuyên truyền viên miệng, "Dư luận viên" chú trọng vào việc tuyên truyền các tư tưởng thân chính phủ trên mạng. Việc hình thành những nhóm này là do chính phủ nhận thức rằng việc áp dụng tường lửa để ngăn chặn những thông tin gây bất lợi cho chính thể đã không còn mang lại hiệu quả cao.

## Châu Âu
Theo tin tức từ báo Nga RT thì Liên minh châu Âu đã lập kế hoạch bí mật dành ra 2 đến 3 triệu euro để thực hiện chương trình "tuần tra chống troll" để "giám sát ý kiến của quần chúng", chương trình huấn luyện cho các tuyên truyền viên vốn là các nhân viên trong dịch vụ dân sự châu Âu để theo dõi và giám sát các thông tin và các cuộc thảo luận trên mạng đặc biệt khi liên quan đến vấn đề chống châu Âu. Các nhân viên này phải có khả năng phản ứng nhanh trong việc nắm bắt các xu hướng để có thể quấy nhiễu và cố gắng bác bỏ các thông tin không mong muốn khi chúng xuất hiện trên mạng. Việc này bị cho là vi phạm tính trung lập của dịch vụ dân sự châu Âu bằng việc chuyển nhân viên thành một "tuần tra viên chống troll" chương trình này dự đoán được thực vào cuối tháng 2 năm 2013 để hỗ trợ cho dịp bỏ phiếu năm 2014 và bản kế hoạch đã bị rò rỉ ra ngoài.

### Anh
Theo Glenn Grenwald thì lực lượng tình báo Anh Government Communications Headquarters (GCHQ) đã lập hẳn ra một đơn vị chuyên đánh lừa và phá hoại danh tiếng của các "mục tiêu" gọi là Joint Threat Research Intelligence Group (JTRIG), đây là một trong bốn chương trình bí mật của GCHQ bị rò rỉ ra ngoài theo chương trình NSA. Cơ quan này cố gắng kiểm soát, thâm nhập, tác động và tranh luận trực tuyến, để gây ảnh hưởng đến khả năng truyền thông toàn vẹn của mạng internet. Các bước thực hiện đều được lên kế hoạch với hai chiến thuật, một là tung các thông tin giả lên mạng để phá hủy danh tiếng của các mục tiêu của mình, hai là tranh luận trực tuyến để tạo ra các ảnh hưởng xét thấy cần thiết. Những việc cơ quan này thường làm để hai chiến thuật này có tác dụng là gửi thông tin giả lên mạng và gán nó là của người khác, giả vờ là một nạn nhân của "mục tiêu" hay gửi hàng đống thông tin sai lệch tiêu cực lên các trang mạng xã hội.

### Nga
Soschkinow, một nhà báo Nga của tờ St. Petersburg Times đã xin vào làm một hãng có tên là "Nghiên cứu Internet", sau này thường được gọi là hãng troll ở St. Petersburg. Ở đây anh ta gặp một nhà báo khác của tờ báo đối lập Nowaja Gazeta cũng giả dạng xin vào làm. Cả hai đã tường thuật về đời sống hàng ngày trong hãng này. Họ cho biết từ cuối mùa thu 2013, Kremlin đã cho thành lập một hệ thống các cơ quan tuyên truyền, đóng góp các phê bình trên các mạng xã hội và trên báo chí ở phương Tây. Các nhân viên làm việc được trả khoảng 800 USD một tháng, để mà làm những chuyện như "cắt và dán", bôi nhọ những thành phần đối lập và ca ngợi những hành động của chính quyền.,

#### Việc làm tại hãng troll
Ludmila Sawtschuk, một nhà hoạt động 34 tuổi từ Puschkin gần St. Petersburg, đã giả dạng làm tại hãng này 2 tháng. Mỗi ngày cô ta phải làm 12 tiếng, cứ 2 ngày thì được nghỉ một ngày. Ai tới trễ chỉ sau một vài phút, hay làm lỗi trong bài viết cũng bị cắt lương. Mỗi ngày cô ta phải viết 15 bài theo một đòi hỏi sẵn, và bị kiểm duyệt trước khi được đăng. Bài viết nào không thích hợp theo đòi hỏi sẽ bị xóa. Có lúc cô ta không có đủ thời giờ để nghỉ trưa. Đa số những người làm việc tại đây, theo cô ta là có học thức kém, không giỏi tiếng Nga, không hiểu được nhiều bài viết về chính trị. Họ có tuyển giáo viên để giúp đỡ trong các trường hợp này. Nhân viên phải ký giấy không được tiết lộ bất cứ điều gì. Việc sử giúp máy tính cũng bị kiểm soát. Đa số các nhân viên chỉ chịu nổi vài tuần. Ai làm lâu có thể sẽ được thăng tiến. Cả Sawtschuk và Soschnikow cho biết là có một hãng nhỏ khác dành cho thành phần ưu tú. Những người này thí dụ giả dạng là thuộc phe đối lập để tấn công những blogger chỉ trích chính phủ. Sawtschuk hiện đã làm đơn kiện đòi đóng cửa hãng này với lý do là hãng đã nhận cô vào làm lậu. Mục đích theo luật sư của cô là để lật mặt những tổ chức kiểu này.

## Hoa Kỳ
Hoa Kỳ cũng đã sử dụng cách này để điều hướng dư luận, dù đang bị luật cấm nhưng vẫn phá luật để thực hiện. Có hai nghị sĩ Hoa Kỳ đang cố gắng hợp pháp hóa việc tuyên truyền ngay trong nước để tiện cho việc định hướng dư luận vì luật tuyên truyền cũ đang làm việc này trở nên rắc rối khi luôn phải phá luật. Và luật này đã được thông qua và bắt đầu có hiệu lực vào tháng 7 năm 2013 cho phép chính phủ bắt đầu mở các kênh tuyên truyền trong đó có cả mạng internet để hành truyên truyền trên diện rộng ngay trong nước. Cũng như các cộng tác viên trực tuyến với Lầu Năm Góc đã lập thực hiện một chiến dịch tung tin vịt lấy tên các nhà báo viết các thông tin bất lợi bằng cách lập các tài khoản giả trên các mạng xã hội hay lập một loạt trang mạng giả danh.
Quân đội Hoa Kỳ đã thuê các nhà báo trực tuyến và thiết lập các trang web tại khu vực châu Âu, châu Phi và Trung Đông... các nhân viên làm việc trong chương trình này được gọi là "nhà viết lách được trả tiền tự do". Cũng như sử dụng các bloger, mạng, và email để tung ra hàng loạt các thông tin thấy cần thiết. Cũng như Quân đội Hoa Kỳ cũng đã ký hợp đồng với một công ty tư nhân để phát triển một phần mềm chuyên dụng giá trị 2.76 triệu đô theo đó người tung thông tin tuyên truyền bao gồm cả thông tin có lợi cho Hoa Kỳ lên mạng, dò tìm và chống các thông tin khủng bố hay các thông tin bất lợi cho Hoa Kỳ khác mà không sợ bị phát hiện thân phận thật. Phần mềm này bị báo chí phê phán là có thể ngăn chặn việc tự do thông tin giống công việc mà Trung Quốc đang thực hiện.
Ngày 23/12/2016, Tổng thống Barack Obama ký một bộ luật cấp ngân sách của Bộ Quốc phòng Mỹ vào năm 2017 bao gồm việc tạo ra trung tâm đặc biệt dành cho cuộc chiến chống tuyên truyền của nước ngoài. Điều 1259S của Bộ luật cho phép ngân sách cấp kinh phí để xây dựng trung tâm sẽ "thực hiện và phối hợp nỗ lực để giám sát công tác tuyên truyền và những nỗ lực nước ngoài nhằm truyền bá thông tin sai lệch với mục đích phá hoại lợi ích quốc gia của Mỹ", đặc biệt là sẽ bao gồm "phân phối các nguồn tài trợ để duy trì các nhóm xã hội dân sự, các nhà báo, các Hiệp hội khoa học và sản xuất(NPO), các công ty tư nhân và các viện nghiên cứu học thuật liên quan đến việc phân tích, thu thập thông tin và chiến đấu chống lại tin sai lệch nước ngoài".

## Châu Á

### Trung Quốc
Tại Cộng hòa Nhân dân Trung Hoa, những tổ chức theo mô hình và mục đích tương tự đã được thành lập từ lâu và không còn là mới mẻ. Từ tháng 10 năm 2004 cơ quan tuyên huấn của thành phố Trường Sa của tỉnh Hồ Nam đã bắt đầu mướn những người phê bình trên mạng, được cho đây là những người phê bình chuyên môn đầu tiên được biết tới trên mạng. Tháng 3 năm 2005 trường Đại học Nam Kinh đã mướn sinh viên làm việc phê bình trên mạng trong giờ rảnh rỗi, trả từ quỹ của trường đại học, vào các diễn đàn kiếm những tin tức không đúng mong muốn, và tích cực phản ứng với những quan điểm thân Đảng. Trong những tháng tiếp theo, những lãnh tụ Đảng Cộng sản Trung Quốc tại tỉnh Giang Tô bắt đầu mướn những đội riêng của mình.
Cho tới giữa năm 2007 chuyên viên bình luận mạng được tuyển từ các học đường, và các tổ chức Đảng là chuyện bình thường tại khắp mọi nơi trên nước Trung Quốc, gọi là 网络评论员, Hán Việt: Võng lạc bình luận viên (bình luận viên mạng lưới toàn cầu). Đại học Thượng Hải mướn các sinh viên theo dõi các dấu hiệu bất đồng chính kiến tại các diễn đàn tại đại học. Các chuyên gia bình luận này không những chỉ tham dự các cuộc thảo luận chính trị, mà cả các thảo luận tổng quát.
Tờ báo Global Times tường thuật, cơ quan tuyên huấn của Trường Sa đã trả cho mỗi bài viết là 0,5 Nhân dân tệ, vì vậy những nhà chuyên gia bình luận này còn được gọi là "Đảng 50 xu" (tiếng Trung gọi là 五毛党, Hán Việt: ngũ mao đảng (tạm dịch là Đảng 5 hào, Đảng 50 xu, 50 Cent Party)). Tuy nhiên, theo như các trang mạng của Đảng tại địa phương thì lương căn bản của họ là 600 Nhân dân tệ.
Theo tin trên mạng BBC tiếng Việt vào tháng 1 năm 2013 thì thành phố Bắc Kinh đang huy động hơn hai triệu tuyên truyền viên để 'hướng dẫn dư luận' trên mạng xã hội Weibo. Trong số trên 2 triệu tuyên truyền viên của thành phố thì 60 ngàn người làm việc trực tiếp cho chính quyền và hai triệu người khác 'bên ngoài hệ thống'.
Về sự tồn tại của 2 triệu tuyên truyền viên chỉ riêng tại thành phố Bắc Kinh, ông Bắc Phong, một cây viết blog nổi tiếng hiện giờ sống tại Mỹ, thì cho rằng "chiến thuật biển người" của Bắc Kinh "không phải là dấu hiệu của sức mạnh", nhưng là chỉ dấu cho thấy chính quyền không thể đưa ra ý tưởng nào tốt hơn để đối phó với thách thức từ các mạng xã hội.

### Hàn Quốc
Tại Hàn Quốc lực lượng tác chiến mạng Kukka Chŏngbowŏn (국가정보원) đã được thành lập để chống lại lực lượng tác chiến mạng của Triều Tiên tuy nhiên lực lượng này cũng được sử dụng cho việc khác là tạo ra chiến dịch kiểm soát người dân như việc gửi hàng ngàn tin nhắn lên blog chính trị và rải 1,2 triệu tin nhắn Twitter để tạo ảnh hưởng trước thềm bầu cử cho thủ tướng Park. Cơ quan này đã ca ngợi chính sách của chính phủ, trong khi chế giễu các đối thủ đối lập của bà Park là không đáng tin cũng như gửi hàng ngàn thông điệp tấn công các chính trị gia đối lập.

### Iran
Iran bị tố cáo là đã điều khiển một chương trình dọa dẫm những ký giả Iran sống ở nước ngoài. Một trong những hành động trong chương trình này là những chuyên gia bút chiến của họ giả mạo tài khoản Facebook của các ký giả này, và loan truyền những tin túc xấu không đúng sự thật để hạ thấp uy tín của họ. Trong số hàng chục những ký giả bị bôi nhọ có một số người làm việc cho đài BBC.

### Israel
Jewish Agency, một tổ chức tư nhân thì cùng hợp tác với chính phủ thực hiện chương trình Hasbara, trả tiền cùng trợ cấp xã hội cho sinh viên để trực tuyến tung các thông tin tuyên truyền lên các mạng xã hội trong việc biện bạch cho sự chiếm bờ Tây bất hợp pháp là vì mục đích tự vệ và nói người Palestine như những kẻ khủng bố không quan tâm đến hòa bình. Ngoài ra Israel còn phát triển chương trình Megaphone, một loại phần mềm được phát triển trong chương trình Hasbara. Nó sẽ gửi đến máy người sử dụng báo động về việc một thông tin bất lợi cho Israel vừa được đăng lên ở đâu đó và những người sử dụng chương trình sẽ đến và dìm thông tin đó dưới một cuộc tranh cãi có lợi cho Israel.

### Việt Nam
Tiết lộ công khai đầu tiên về việc sử dụng đội ngũ chuyên gia bút chiến là từ lời tuyên bố của ông Hồ Quang Lợi, Trưởng ban Tuyên giáo Thành ủy Hà Nội trên báo Lao động rằng đã thành lập một nhóm chuyên gia với mục đích "đấu tranh trực diện, tham gia bút chiến trên Internet trong việc đấu tranh với các luận điệu xuyên tạc của các thế lực thù địch."
Theo AFP, các giám sát viên internet để kiểm soát tin tức và hướng dẫn dư luận, giống hệ thống của Trung Quốc. Các dư luận viên này thường "bút chiến" lại các nhận xét phê phán chính quyền và Đảng, đồng thời định hướng dư luận theo hướng thân chính phủ và Đảng Cộng sản Việt Nam. Trong khi đó các bình luận viên độc lập phê phán chính phủ bị bỏ tù vì bị buộc tội tuyên truyền chống nhà nước. Sau khi đàn áp và bỏ tù những blogger đối lập nhằm buộc họ im lặng nhưng không hiệu quả, chính quyền Việt Nam bắt đầu xây dựng đội ngũ dư luận viên tuyên truyền trên các diễn đàn mạng nhằm thể hiện quan điểm ủng hộ chế độ.
Phó ban tuyên giáo Phan Đăng Long cho biết dư luận viên là thành phần thanh niên, phụ nữ, cựu chiến binh để nắm những vấn đề công chúng quan tâm thảo luận sau đó báo cáo lại các cơ quan nhà nước. Theo xác nhận của Thành ủy Hà Nội, cho tới nay thành phố đã tổ chức nhóm "chuyên gia" và tuyên truyền viên "đấu tranh trực diện trên mạng Internet, tham gia bút chiến trên Internet". Chỉ tính đến đầu năm 2013, thành phố đã xây dựng được 19 trang tin điện tử, hơn 400 tài khoản trên mạng.

#### Xuống đường
Ngày 14 tháng 3 năm 2015, một nhóm người tự xưng là dư luận viên đã không còn hoạt động giới hạn trên mạng mà còn cả xuống đường, nơi khoảng 200-300 người tập trung trước khu vực tượng đài Lý Thái Tổ, Hà Nội, để dâng hương tưởng nhớ các chiến sĩ hy sinh trong trận Gạc Ma năm 1988. Blogger Nguyễn Lân Thắng than phiền: "Họ đem cờ búa liềm ra che chắn các hoạt động tưởng niệm. Họ còn la hét, phá rối và thậm chí gây hấn với một số người.". Thiếu tướng Nguyễn Đức Chung cho biết nhóm người này không thuộc sự chỉ đạo của công an Hà Nội và Ban tuyên giáo. ông Phan Đăng Long, Phó trưởng Ban Tuyên giáo Thành ủy Hà Nội nói rằng nhóm người này chỉ tự xưng là "dư luận viên" một cách tự phát. Thành phố có đội ngũ cộng tác viên dư luận, tuy nhiên đội ngũ này không xuống đường bao giờ.

#### Thành quả
Nhóm chuyên gia Hà Nội đã thuyết phục được tác giả cuốn "Không thể một lúc đi trên hai con đường". Ông ta nhờ đó đã nhận ra sai lầm của mình, hứa là sẽ không ấn bản, và sẽ tìm cách thu hồi những gì ông đã phát tán.
Nhóm này cũng đã tạo lập được 18 website và 400 tài khoản online để giám sát và hướng dẫn dư luận, thảo luận về mọi thứ từ chính sách đối ngoại cho tới luật đất đai.
Tại thành phố Hồ Chí Minh, một số người được cho là các dư luận viên trên mạng đã thành lập một quán cafe mang tên DLV với logo theo kiểu Vietnamball và khẩu hiệu "Giải khát - giải trí - giải độc", tọa lạc tại số 45A Nguyễn Văn Bá, phường Bình Thọ, quận Thủ Đức, TPHCM. Ngoài ra, một đồng chủ quán còn là chủ trang web www.dlv.vn và cũng là người đã phát động phong trào in đồng phục DLV trong năm 2014.
Sự ra đời của quán cafe DLV đầu tiên tại Việt Nam này cũng được đưa tin trên trang youtube của Vietweekly, một kênh thông tin của người Việt hải ngoại tại Hoa Kỳ.

#### Đánh giá
Nhà báo Trương Duy Nhất hoan nghênh việc thành lập các nhóm tranh luận trên mạng. Tuy nhiên ông cho rằng các trang mạng và tài khoản phải được công khai, bởi vì một chính phủ minh bạch, đàng hoàng thì không nên lập ra những tổ chức nặc danh với những việc làm không công khai.
Nhiều người sử dụng mạng cá nhân cho rằng các biện pháp của chính phủ như dùng tường lửa hay qua việc bắt giữ những blogger, người bất đồng chính kiến hoặc bây giờ dùng công an mạng là không có hiệu quả. Ông Carl Thayer, nguyên giáo sư tại một đại học Úc, một chuyên viên về Việt Nam nói: "Chính quyền Việt Nam đã lỡ để ông thần lọt ra ngoài chai rồi. Họ khuyến khích sự kết nối truyền thông (và bây giờ) họ lại muốn đàn áp những cái mà không thể bị đàn áp được."